# Métrica grecolatina
La métrica en las lenguas griega y latina es cuantitativa, esto es, se funda en la repetición de un determinado patrón de sílabas de duración larga (habitualmente transcritas en métrica con el signo de raya larga baja o __) o bien breve (transcrito con el signo U) denominado pie. Cada sílaba larga equivalía en duración a dos breves.
El verso griego, como el latino y el del sánscrito, se basa en la cantidad; su métrica se funda en la oposición de duración de sílabas largas y sílabas breves. «Longam esse duorum temporum brevem unius etiam pueri sciunt», «Hasta los niños saben que una larga vale dos tiempos, una breve, uno», dice Quintiliano en su Institutio oratoria IX, 4, 47).

## Clases de pies
El pie es la unidad métrica más pequeña de la poesía grecolatina. Existen los siguientes tipos:
- Troqueo o coreo: – ∪
- Yambo: ∪ –
- Pirriquio o díbraco: ∪∪
- Espondeo: – –
- Anfíbraco: ∪ – ∪
- Tríbraco: ∪∪∪
- Dáctilo: – ∪∪
- Anapesto: ∪∪ –
- Crético o anfímacro: – ∪ –
- Baquio: ∪ – –
- Moloso: – – –
- Proceleusmático: ∪∪∪∪
- Peonio (1): – ∪∪∪
- Peonio (2): ∪∪∪ –
- Jónico mayor: – – ∪∪
- Jónico menor: ∪∪ – –
- Coriambo: – ∪∪ –

## Licencias métricas
- El encuentro de una vocal final con la inicial de la palabra siguiente produce la elisión de la primera: atque ego = atqu ego.
- Si una palabra termina en -m y la siguiente comienza en vocal se produce sinalefa: Illum oratorem = Ill'oratorem.
- Sílaba anceps: toda sílaba final de verso es indiferentemente larga o breve (anceps 'indiferente').
- El verso grecolatino se funda en:
  - Un número fijo de tiempos marcados.
  - Las leyes de las cesuras o pausas obligatorias en el interior de un verso.
  - La cantidad indiferente de la sílaba final.

Los griegos y latinos declamaban los versos indicando la medida con el pie. De allí el nombre de pies con que se designan las divisiones del verso. El pie comprende dos partes: una correspondiente al tiempo marcado (o fuerte) señalado con el acento de intensidad o ictus, y la otra que coincidía con el tiempo débil de la medida.
El pie, para indicar la medida, bajaba para señalar el tiempo marcado y se elevaba en la parte débil. El retorno del tiempo marcado era sensible al oído por el golpe (ictus) del pie o de un bastón en el suelo.

## Clases de versos
Según el tipo de pie predominante en el verso, el ritmo puede ser trocaico si en él se emplean troqueos, yámbico si en él se emplean yambos, dactílico si dáctilos, anapéstico si anapestos, jónicos, etc.
Por el número de pies de que se compone, este puede ser trímetro o tripodia (tres pies); tetrámetro o tetrapodia (cuatro pies); pentámetro o pentapodia (cinco pies), etc. Un verso de seis pies dactílicos es un hexámetro dactílico, uno de seis pies yámbicos, un senario yámbico.
Los versos de la poesía lírica suelen denominarse según los nombres de los poetas que los crearon o los difundieron: sáficos (Safo); alcaicos (Alceo); falecios (Faleco).
Los versos catalécticos son aquellos en los que el pie final ha sufrido un acortamiento (katalexis (κατάλεξις) 'terminación brusca') y comprenden una sola sílaba en lugar de dos o tres.
El verso comporta obligatoriamente en su interior una separación de las palabras o pausa en un lugar determinado: es la cesura, que divide al verso en dos miembros o hemistiquios. En general, la cesura cae en el interior de un pie. Algunos versos tienen dos e incluso tres cesuras, por ejemplo, el hexámetro. En principio, la cesura es independiente del sentido, y justamente porque no siempre coincide con él, contribuye a poner de relieve términos que la sintaxis no desligaría.

### Endecasílabo falecio
__ Ū __ UU __ U __ U __ Ū
Cùi donò lepidùm novùm libèllum
àridà modo pùmice èxpolìtum?

### Trímetro yámbico (senario yámbico)
Ū __ U __ Ū __ U __ U __ Ū __
Phasèlus ìlle quèm vidètis, hòspitès

### Trímetro yámbico scazonte (coliambo)
Ū __ U __ Ū __ U __ U __ __ Ū
Misèr Catùlle, dèsinàs inèptìre

### Hexámetro
Ennio tomó de los griegos el hexámetro para su poema épico Annales, aportando una innovación de gran trascendencia para la poesía latina. Después de él y siguiendo su ejemplo, escribieron en hexámetros Lucilio, Lucrecio, Catulo, Virgilio, Ovidio y gran número de poetas durante la época imperial.
El hexámetro holodactílico consta solo de dáctilos, salvo el pie final; el holoespondaico solo de espondeos salvo la cláusula final de dos pies; el hexámetro latino se basa en la alternancia de pies dáctilos y espondeos, si bien la cláusula final es siempre la misma: __UU / __U, siendo la última sílaba ánceps o de duración indeterminada: breve o larga. Lo ideal para el poeta es incluir el máximo número de dáctilos y el mínimo de espondeos, pero como es prácticamente imposible sostener un ritmo continuo de hexámetros holodactílicos y se haría muy monótono, la convención admite la sustitución de dos breves por una larga para formar un espondeo salvo en la cláusula final.
El esquema del hexámetro es, por lo tanto, el siguiente:
__(UU o __) / __(UU o __) / __(UU o __) /__(UU o __) /__UU / __U
La cesura penthemímera se localiza después del quinto semipié, y con ella sola el hexámetro ya está correcto:
__UU __ __ __ || __ __ UU __UU __ U
Nos patriae fines || et dulcia linquimus arva.
Se denomina cesura hepthemímera a la que cae después del séptimo semipié; debe combinarse con la trihemímera para que el verso sea correcto.
La cesura trihemímera tampoco puede ir sola: debe acompañarse de la heptemímera: 
Nōn quīuīs // uĭdĕt īmmŏdŭlātă pŏēmătă iūdēx (Horacio, Arte poética, 263)
En este ejemplo vemos como se combinan ambas:
Scēptră tĕnēns // mōllītque ͜  ănĭmōs // ēt tēmpĕrăt īrās    (Virgilio, Eneida, I, 57)
La cesura trocaica se emplea sobre todo en la poesía griega y se sitúa en entre las dos breves del tercer dáctilo:
– U U | – U U | – U // U | – UU | – UU | –
Existen otras combinaciones de cesuras pero aparecen muy raramente.
- trocaica (sobre todo en la poesía griega): se coloca en el tercer pie, que debe ser un dáctilo, detrás de la primera breve (lo que produce un torqueo);

Los gramáticos antiguos como Servio en su De centum metris clasificaban también otras formas de hexámetro que no se tratan de métrica como se entiende ahora. Por ejemplo, los siguientes versos rhopalicos de Ausonio:

Spes, deus, aeternae stationis conciliator,
si castis precibus veniales invigilamus,
his, pater, oratis placabilis adstipulare.

En cada verso, cada palabra se crece de una sílaba. En la misma manera, el verso áureo (vid. Golden line) se trata de las partes de la oración, específicamente como los adjetivos, nombres, y verbos se encuentran dentro del hexámetro.

#### El hexámetro en otras literaturas
La métrica de las distintas literaturas europeas intentó imitar la andadura del hexámetro grecolatino con desigual suerte; lo intentaron sobre todo los poetas alemanes; en la literatura en español, Rubén Darío compuso un famoso hexámetro holodactílico: «Ínclitas razas ubérrimas, sangre de Hispania fecunda» y Agustín García Calvo reprodujo en su traducción parcial del De rerum natura de Lucrecio el ritmo del hexámetro procurando tan sólo imitar la cláusula final con el ritmo acentual. Otras traducciones de la poesía latina clásica en español han utilizado este tipo de traducción rítmica en hexámetros.

### Dístico elegíaco
Se llama dístico elegíaco a la combinación entre un hexámetro y un pentámetro de la siguiente forma:
__(UU o __) / __(UU o __) / __(UU o __) / __(UU o __) /__UU / __U
__(UU o __) / __(UU o __) / __ || __UU / __UU / __
Cada dístico elegíaco debe formar una unidad de sentido completo. Un ejemplo de Catulo:

Odi et amo. Quare id faciam? fortasse requiris.
Nescio, sed fieri sentio et excrucior.
Odio y amo. ¿Cómo es posible? preguntarás acaso.
No lo sé, pero siento que es así y lo sufro.

## Prosa métrica
En la prosa también se practicaba un cierto tipo de métrica, con fundamento en las sílabas tónicas contadas a partir del final del periodo.
- El cursus planus se acentuaba en la 2.ª y en la 5.ª sílabas (contando desde el final).
- El cursus dispondaicus tenía acentos en la 2.ª y 6.ª sílabas.
- El cursus velox contaba como tónicas la 2.ª y 7.ª sílabas.
- El cursus tardus acentuaba en la 3.ª y 6.ª sílabas, contando desde el final.

Esta técnica, aunque ya fuese de uso corriente, fue explicada en el siglo XII por Alberto Morra, quien vendría a ser el Papa Gregorio VIII, en una obra titulada Forma dictandi quam Rome notarios instituit magister Albertus qui et Gregorius VIII, papa.

## Métrica griega
En el hexámetro épico de Homero, es la cesura trocaica la que se encuentra más a menudo. Sigue, en orden de frecuencia, la penthemímera y luego, mucho más raramente (1 % para la Iliada y 0,5 % para la Odisea), la hepthemímera.
Generalmente se evita la cesura tras el cuarto troqueo, es decir, se evita el final de palabra entre las dos breves del cuarto dáctilo. Este hecho también se conoce con el nombre de puente o zeugma de Hermann.
Las diéresis en el hexámetro pueden ser cuatro, siendo la principal la que va tras la final del cuarto metro. Recibe el nombre de diéresis bucólica.

## Evolución de la métrica latina
El más antiguo verso latino es el saturnio, de origen muy oscuro. Livio Andrónico usó el saturnio como verso épico, es decir, narrativo. La métrica de Plauto, caracterizada por una rica polimetría, es de origen popular y se remonta a la tradición itálica y etrusca, pero se puede decir sin equivocarse mucho que a excepción del saturnio los latinos tomaron de los griegos todos los versos que emplearon, adaptándolos levemente a su lengua, más pobre en sílabas breves. Los esquemas métricos griegos se naturalizaron con rapidez y ya Ennio utilizó el hexámetro como verso épico. El hexámetro fue más tarde perfeccionado por Lucrecio en el siglo I a. C. y los poetas neotéricos (Catulo, Cinna etc.) terminaron de pulirlo imitando a la escuela alejandrina y añadiendo el cultivo del dístico elegíaco (hexámetro + pentámetro) de los poetas helenísticos. Horacio codificó esta métrica de forma definitiva. Durante el reinado de Adriano (117–138), el gusto arcaizante liberalizó aún más la métrica y esta se volvió más caprichosa. Por fin, durante el reinado de Comodiano (siglo III), comparece por primera vez la primera métrica acentual, que poco a poco irá suplantando a la cuantitativa.
En la Edad Media la métrica clásica cayó en el olvido y fue redescubierta por los humanistas.